# Corps Bavaria Karlsruhe
Das Corps Bavaria Karlsruhe ist eine farbentragende, verbandsfreie, nichtschlagende Studentenverbindung mit Sitz in Karlsruhe.
Es vereint Studenten und Alumni des Karlsruher Instituts für Technologie (KIT) in einem lebenslangen Freundschaftsbund.
Die Mitglieder werden Karlsruher Bavaren genannt und Bavaria ist eine der ältesten Studentenverbindungen in Karlsruhe. 
Das Corps war Mitbegründer des Weinheimer Senioren-Convents (WSC) und ist 1965 aufgrund der Mensurfrage ausgetreten.

## Couleur und Wahlspruch
Bavaria trägt die Farben blau-gold-rot mit goldener Perkussion. Die Burschenmütze ist blau, mit goldenem und rotem Farbstreifen. Die Farben des Fuxenbandes sind gold-rot. 
Der Wahlspruch lautet „Amico pectus hosti frontem“.

## Geschichte von der Gründung bis zum Austritt aus dem WSC

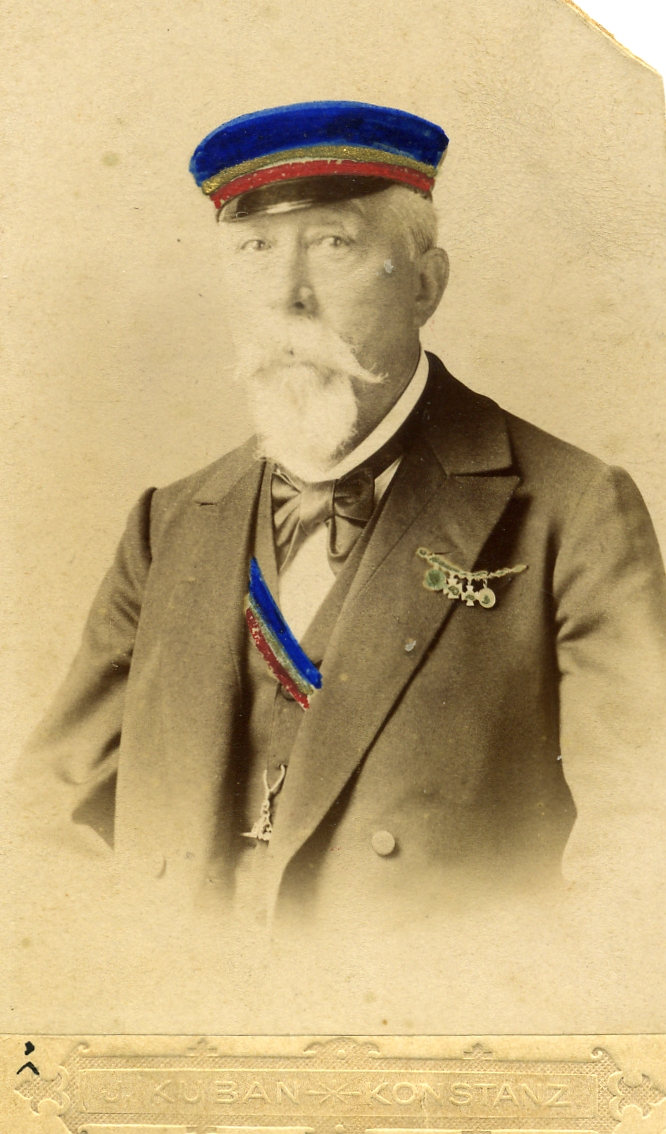
Tobias Wolff

Das Corps Bavaria zu Karlsruhe wurde am 14. November 1847 gegründet. Stiftungssenior war Tobias Wolff, zuvor inaktiver Corpsbursche des Corps Nassovia. Mit neun ehemaligen Mitgliedern des Corps Franconia und M. Pauls, einem Fuxen der Nassovia, gründete er das Corps Bavaria. Unter dem Wahlspruch „Amico pectus hosti frontem“ – „Dem Freund die Brust, dem Feind die Stirn“ und mit den Farben blau-gold-rot, trat das Corps Bavaria mit 11 Aktiven dem Karlsruher Senioren-Convent (KSC) bei. Die erste Mensur wurde im Dezember 1847 mit dem Corps Nassovia geschlagen.
Bavaria war von Dezember 1852 bis zum 24. Juni 1854 und von Anfang 1862 bis 1863 durch die Schule suspendiert. Sie beteiligte sich am 7. April 1863 an der Gründung des Weinheimer Senioren-Convents und erarbeitete mit dem Karlsruher-Senioren-Convent den ersten WSC-Comment. Sie war vom 25. November 1866 bis zum 29. August 1867 und vom 28. November 1882 bis zum 7. März 1883 wieder suspendiert, trat am 9. Mai 1883 aus dem WSC aus und beteiligte sich am 31. Mai 1884 an der Erneuerung des WSC, trat im Wintersemester 1885/86 aus dem WSC aus und wurde nach kurzer Zeit wieder aufgenommen. Der SC war wegen eines Streites mit einem Offiziersaspiranten vom 30. April bis zum 3. November 1886 durch die Hochschule suspendiert. Nach der Auflösung des WSC am 20. Oktober 1935 suspendierte Bavaria. Sie hatte keine Beziehung zu einer Kameradschaft. Der Altherrenverein wurde laut Bekanntmachung vom 30. März 1939 durch die Geheime Staatspolizei aufgelöst.
Am 27. Juni 1950 wurde der Karlsruher Senioren Convent (KSC) durch Initiation von Bavaria wieder gegründet und Bavaria wurde somit das präsidierende Corps im KSC. Bavaria sollte die Vorbereitungen der Rekonstitution des WSC am 23. Juli 1950 in Weinheim leiten, trat allerdings kurz zuvor aus dem KSC aus. Nach der Rekonstitution des WSC wurde Bavaria am 11. Februar 1953 in den WSC aufgenommen. In den Folgejahren wurde im WSC um die Wiedereinführung der Corpshatz und die Anzahl der Pflichtmensuren gestritten. Letztendlich wurde die Corpshatz nicht wieder eingeführt und die Pflichtmensuren und deren Anzahl konnten festgeschrieben werden. Aufgrund der anhaltenden Diskussionen um die Pflichtmensuren trat Bavaria am 27. November 1965 letztendlich aus dem WSC wieder aus.

## Zeit nach dem Austritt aus dem WSC
Nach dem Austritt 1965 versuchte die Studentenverbindung weiterhin die Paukverhältnisse zu den schlagenden Verbindungen in Karlsruhe und dem KSC aufrechtzuerhalten und ihre Form von nur zwei Pflichtmensuren weiterzuführen.
Jedoch kündeten einige Verbindungen, die WSC-Corps, der SC zu Freiburg und der SC zu Heidelberg die Pauk- und Freundschaftsverhältnisse mit Bavaria, so dass der Fechtbetrieb nur spärlich mit wenigen Karlsruher Verbindungen, mittels Paukverträgen stattfand.
So nahm Bavaria eine Außenseiterrolle unter den Karlsruher Verbindungen ein und stellte aufgrund der fehlenden Pauk- und Mensurpartner 1967 zum 121. Stiftungsfestes den Fechtbetrieb vollständig ein.
Statt der Pflichtmensur zur Reception und zur Inaktivierung sollte nun ein wissenschaftlicher Vortrag zur Charakter- und Persönlichkeitsbildung der Mitglieder beitragen.
In der Folgezeit orientierte sich die Studentenverbindung verstärkt wissenschaftlich. Es sorgt sich besonders um die Vermittlung humanistischer Werte, wie Toleranz und Freundschaft.

## Korporationshaus

Corpshaus der Bavaria zu Karlsruhe 1887

Das Korporationshaus der Bavaria ist ein altes und geschichtsträchtiges Haus, dessen Erbauung auf das Jahr 1815 zurückreicht.
Das Haus in der Waldhornstraße 20 wurde vom berühmten Karlsruher Baumeister Friedrich Weinbrenner (1766–1826) nach dessen Stil gestaltet und erbaut.
Besonders war, dass das Haus zurückgesetzt gebaut wurde, sodass ein großer Vorgarten Platz fand, was für das Karlsruher Stadtbild untypisch war.
Die im Vorgarten stehende, mindestens 110 Jahre alte Platane, steht heute unter Naturschutz.
Wie die meisten Verbindungen in ihrer Anfangszeit, hatte auch das Corps Bavaria zunächst kein eigenes Haus. Das Haus wurde 1886 von Bavaria erworben und ist seitdem in seinem Besitz.
Das Corpshaus wurde 1939 beschlagnahmt und sollte nationalsozialistischen Zwecken zugeführt werden. Jedoch gelang es der Bavaria das Haus in Besitz zu halten.
Während eines englischen Großangriffs am 27. September 1944 richteten 30 Brandbomben erhebliche Schäden im Hinterhaus an.
Durch eine Luftmine der Amerikaner, wurden bei einem Angriff am 29. September 1944 Obergeschoss und Dach des Vorhauses zerstört. Einzig die Frontwand und der Keller blieben erhalten.
So wurde das Haus nach dem Zweiten Weltkrieg mit der Hilfe aller verbliebenen Mitgliedern nach und nach wieder aufgebaut.
Heute besitzt das Haus zwei Obergeschosse, Dachgeschoss und den im Original gehaltenen Weinbrenner-Gewölbekeller, welcher für Festlichkeiten genutzt wird. Nebst mehrerer Garagen und einem großen Innenhof, bietet das Haus Wohnraum für 12 Bewohner.

## Mitglieder
In alphabetischer Reihenfolge

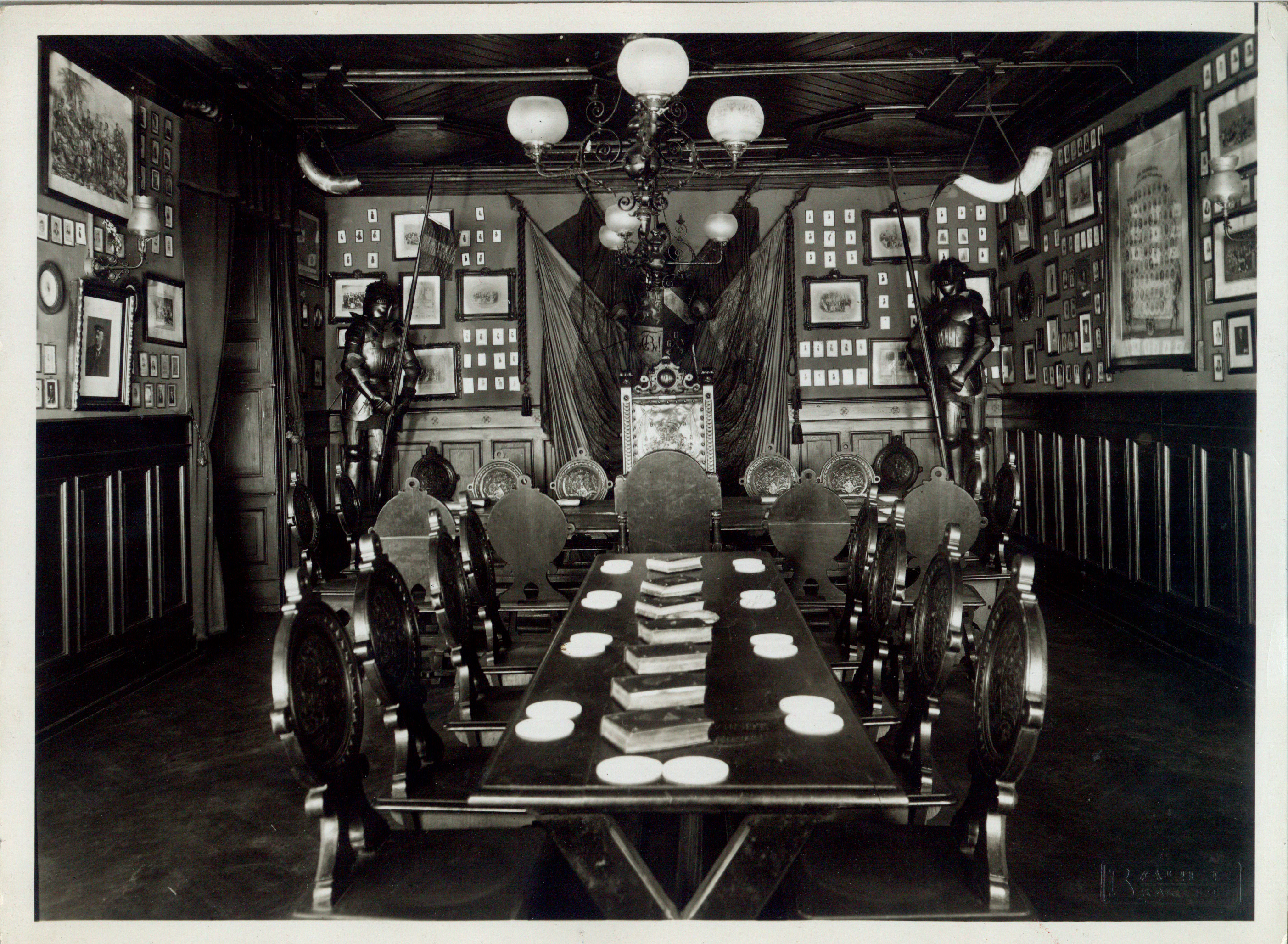
Kneipsaal der Bavaria zu Karlsruhe um 1900

- Francis Marion Crawford (1854–1909), Schriftsteller
- Eugène de Dietrich (1844–1918), Industrieller und Politiker, MdR
- Josef Durm (1837–1919), Architekt und Bauforscher
- Karl Grosse (1873–1963), Maschinenbauingenieur und Manager
- Rudolf Henneberg (1845–1909), Ingenieur, Unternehmer und Politiker, MdR
- Bernd Hillemeier (* 1941), Bauingenieur und Hochschullehrer
- Wilhelm Holzmann (1842–1913), Bauunternehmer
- Bernhard Howaldt (1850–1908), Ingenieur und Werftengründer in Kiel
- Philipp Karcher (1837–1894), Unternehmer
- Friedrich von Koenig (1829–1924), Unternehmer
- Adolf Franz Schmidt (1836–1917), Geologe, Metallurg sowie Hochschullehrer
- Friedrich Wachenhusen (1859–1925), Maler
- Adolf Weinbrenner (1836–1921), Architekt